# مبرهنات سيلو
في الرياضيات، وبالتحديد في نظرية الزمر المنتهية، مبرهنات سيلو (بالإنجليزية: Sylow theorems)‏ هن مجموعة من المبرهنات سمين هكذا نسبة إلى عالم الرياضيات النرويجي بيتر لودفيش سيلو، واللائي يعطين معلومات مفصلة حول عدد الزمر الجزئية ذات رتبة معينة ثابتة يمكن أن تحويهن زمرة منتهية معينة.

## أمثلة

In D_{6} all reflections are conjugate, as reflections correspond to Sylow 2-subgroups.

In D_{12} reflections no longer correspond to Sylow 2-subgroups, and fall into two conjugacy classes.